# The Avatars
The Avatars è una serie televisiva creata da Marco Renzi, Ugo Ripamonti e Renato Sannio. La serie è un remake di eBand ed è ambientata nella città di New York.

## Produzione
Prodotta in Spagna con una troupe spagnola e statunitense, in seguito ad un accordo raggiunto tra la produzione spagnola Portocabo e le produzioni italiane Fly Distribuzione e Brave Film al Cinema di Cannes MIP, nel mese di ottobre 2012.

## Trama
JP, Robbie e Bo sono tre quindicenni che vorrebbero sfondare nel mondo della musica visto che loro tre hanno formato una Band ma per la loro giovane età sono stati sempre respinti da ogni casa discografica, quindi stanchi di essere rifiutati chiedono aiuto a Lou, la sorella di JP, che tramite un programma tecnico crea una Band virtuale dove JP, Robbie e Bo sono i membri ma ovviamente non dovranno rivelare la loro identità e decidono di chiamarsi The Avatars. Tutto va alla grande, gli Avatars stanno avendo successo in rete, ma le cose si complicano quando Lexy, la migliore amica di Lou, di cui JP è segretamente innamorato, possiede un blog sulla musica e si ostina pur di scoprire la vera identità degli Avatars, quindi i ragazzi si faranno aiutare dal loro bizzarro ma divertentissimo zio Paz e dalla sua amica Tara.

## Episodi
| Stagione         | Episodi | Prima TV |
| ---------------- | ------- | -------- |
| Prima stagione   | 26      | 2013     |
| Seconda stagione | 26      | 2013     |